# Oplopomus
Oplopomus és un gènere de peixos de la família dels gòbids i de l'ordre dels perciformes.

## Taxonomia
- Oplopomus caninoides (Bleeker, 1852)[2][3]
- Oplopomus oplopomus (Valenciennes, 1837)[4][5][6][7][8][9][10]